# Motrörelse
Motrörelse (latin: motus contrarius) är en princip i den musikaliska stämföringsläran. Den innebär att en uppåtgående rörelse i en överstämma motsvaras av en nedåtgående i en understämma eller omvänt.
Kontrapunkt är en arrangeringsteknik som baseras på motrörelser.